# Luis Ávila Sánchez
Luis Carlo Ávila Sánchez, född 15 augusti 2005, är en tysk simhoppare.

## Karriär
Vid VM 2023 i Fukuoka slutade Ávila Sánchez på 35:e plats i 10-metersplattformen. Vid VM 2024 i Doha slutade han på 38:e plats i 10-metersplattformen. Vid EM 2024 i Belgrad tog Ávila Sánchez brons i mixedlag tillsammans med Carolina Coordes, Jana Lisa Rother och Lou Massenberg samt slutade på sjätte plats i parhopp från 10-metersplattformen tillsammans med Tom Waldsteiner.
Vid simhopps-EM 2025 i Antalya tog Ávila Sánchez guld i mixat parhopp från tremeterssvikten tillsammans med Lena Hentschel och brons i mixat parhopp från 10-metersplattformen tillsammans med Pauline Pfeif.